# Амбилубе
Амбилубе (фр. Ambilobe) — город на Мадагаскаре.

## География
Расположен в северной части страны, на реке Махавави. Находится на территории округа Амбилубе региона Диана.

## Население
Население по данным на начало 2012 года составляет 16 319 человек; данные переписи 1993 года сообщают о населении 10 275 человек.

## Экономика и транспорт
Около 35-40 % население заняты в сельском хозяйстве, около 13 % — в промышленности и около 10 % — в рыболовстве. Основной сельскохозяйственный продукт — сахарный тростник, другие важные продукты — хлопок, рис и томаты. Через Амбилубе проходит национальное шоссе № 6, которое пересекается здесь с шоссе № 5a. Имеется небольшой аэропорт.

## Известные уроженцы
В Амбилубе родился президент Мадагаскара с 1993 по 1996 годы Альберт Зафи.